# Hervé Le Goff
 (décembre 2017).
Pour les articles homonymes, voir Le Goff.
Hervé Le Goff (né le 18 juin 1947 à Diez en Allemagne) est un journaliste, critique d'art, essayiste français spécialisé dans le domaine de la photographie.

## Biographie
Après des études d'architecture à l'École des beaux-arts de Paris, puis de cinéma à l'École nationale de photographie et de cinématographie de la rue de Vaugirard et au Département d'études et de recherches cinématographiques de l'Université Paris 3 - Sorbonne Nouvelle, il devient professeur de photographie à l'Institut français de photographie (1972-1975).
Professeur à l'École française d'enseignement technique (EFET) à Paris de 1975 à 2017, il a également enseigné à l'Université Paris-Descartes (1975-1980), à l'École nationale supérieure Louis-Lumière (1984-1994), à l'Université de l'Océan Indien de Saint-Denis de La Réunion (1984-1986).
Depuis 1972, et parfois sous le pseudonyme de Gilles La Hire, il collabore ou a collaboré comme journaliste et critique aux revues l'Officiel de la photo et du cinéma, Le Photographe, Photo Journal, Zoom, Vogue Hommes International, Photographie, Photo-magazine, 20 ans, Photo Reporter, L'Événement du jeudi, La Marche, Photographies magazine, Collector, Les Inrockuptibles, Télérama, Photo-contacts, Images Magazine et aux magazines en ligne  Photographie.com, Mowwgli.com et 9lives-magazine.com[réf. souhaitée]
Il collabore depuis 1999 à l'Encyclopédie Universalis et à La Science au présent et écrit actuellement[Quand ?] pour Photographie.com, pour Mowwgli.com, pour "L'Œil de la photographie" et pour Chasseur d'Images dont il est responsable de la rubrique événement-culture[réf. souhaitée].
En juillet 1998, il a été coorganisateur du Mois de la Photo à Beyrouth[pertinence contestée].
Il est aussi membre de divers jurys[réf. souhaitée] dont le Prix Niépce, le Prix Arcimboldo, la Bourse du Talent ou la Bourse Albert Kahn.
Depuis 2009, il est l'auteur de vidéos publiées sur ses chaînes HLGfilms  (Youtube et Vimeo), en majorité consacrées aux expositions de photographie et d'art contemporain[pertinence contestée].
Ses photographies, portraits, paysages, nus, datés 1971-1977, ont intégré les collections de la BnF.

## Publications

### Années 1980
- Objectif photo, avec Philippe Prats et Jean-Pierre Turbergue, (Éditions transalpines, 1981)
- Objectif photo, avec Benoît Rihal, (Éditions transalpines, 1982)  ASIN  B0014K79E0
- Canon Story, avec Jacques Chenard, dit Chenz (Zoom-Publicness, Paris, 1983)

### Années 1990
- Stade et dénégation de la planche contact. Les Cahiers de la photographie no 10 (1983, ISSN 0294-4081)
- Japon Années Soixante, Picto Bastille (1990)
- Thérèse Le Prat, Le Masque dévisagé, (avec Arlette Grimot, Marval, Paris, 1995)  (ISBN 978-2862341675)

### Années 2000
- Pierre Gassmann, la photographie à l'épreuve  (France Delory, 2000)  (ISBN 978-2913713147)
- La Pietà, Gregor Podgorski (2002)  (ISBN 978-2913713147)
- Daniel Frasnay, Galerie Aittouarès (2003)
- La photographie, (Cercle d'art, Paris, 2004)  (ISBN 978-2702207093)
- Ko Si Chi (Cercle d'art, Paris, 2005)  (ISBN 978-2702207062)
- Jean Dieuzaide, Corps et âmes, Galerie Aittouarès, (2006)
- Surfaces Sensibles, photographies de Frances Dal Chele (Images en Manœuvres, 2006)  (ISBN 2849950734)
- Les Années Staline (préface), ouvrage de Mark Grosset et Nicolas Werth (Chêne, Paris 2007)  (ISBN 978-2842775476)
- Lehnert & Landrock Tunis intime, portraits et nus 1904-1910 (Nicole Canet, 2007)  (ISBN 978-2952332248)
- Buts, photographies de Pierre Schwartz (Ville ouverte, Paris, 2008) ASIN B0046XW6I6
- Andreas Mahl, Jean-Claude Delalande, Bernard Guillot, Les Krims, Frances Dal Chele, Araki (Éditions Higgins, 2005-2008).
- Die Mauer, Berlin 1961, photographies de Léon Herschtritt (La Collection, Paris, 2009)
- Picto 1950-2010 (Actes Sud, Paris, 2010)  (ISBN 978-2742795413)

### Années 2010
- Bernard Faucon, Nouvelles Chambres (Chez Higgins-L'Œil, Paris, 2011)
- Malick Sidibé, Chemises (Chez Higgins-L'Œil, Paris, 2011)
- Serge Mendjisky (Cercle d'art, Paris, 2011)  (ISBN 978-2702209653)
- Philippe Monsel, Travelling du monde  (Cercle d'art, Paris, 2012)  (ISBN 978-2702209905)
- Bruno Barbey (FotoCep, Istanbul, 2012)  (ISBN 978-9944720212)
- Bernard Faucon, True Fictions (Yuan Space, Pékin, 2012)
- Hervé Szydlowski, Montalivet (Michel Husson, Paris, 2012)  (ISBN 9782916249766)
- Bernard Descamps, Ici même (Filigranes, Paris, 2012) (ISBN 978-2350462554)
- Mathias de Lattre, ¡ Salvados ! (HPRG Éditions, Paris, 2014)  (ISBN 979-1093684000)
- Emmanuelle Michaux, Sculpting In Time (Patrick Gutknecht, Genève, 2016)
- Jérôme Bryon, Possibilité de Survie en milieu hostile (Cercle d'art, Paris, 2016)  (ISBN 9782702210536)
- Maxime Zhang, une affaire de sensibilité (France-Chine, 2017)
- Bruno Barbey - Magnum La Storia le Imagini, entretien (Hachette-Fascioli, Milan, 2018)
- Richard Kalvar, coll. « Photo Poche » - Actes Sud, 2018 (ISBN 978-2-330-09739-4)

### Années 2020
- Laurent Bichaud - Signatures de photographes, 2020   (ISBN 9781654738136)
- Antoine Koerner - Labyrinthes, 2021
- Coline Olsina, Claude Nori et Hervé Le Goff, Nouvelle photographie française 70', Biarritz/impr. en Italie, Contrejour, 2022, 222 p. (ISBN 979-10-90294-52-3, OCLC 1351565157, lire en ligne)
- Stéphane Duroy, coll. « Photo Poche » - Actes Sud, 2023  (ISBN 9782330185930)